# Vladimír Plulík
Vladimír Plulík (3. března 1963, Piešťany, Slovensko - 26. června 2008, Broad Peak, Pákistán) byl významný slovenský horolezec a vytrvalostní sportovec.
V roce 1998 jako čtvrtý Slovák vystoupil na Mount Everest bez kyslíku, což bylo oceněno jako Výstup roku.
Sám si vysoko cenil zimního sólového přechodu hřebene Vysokých Tater v roce 1997, v létě roku 1999 ho opět sólově zvládl, a to za 27 hodin. Zúčastnil se pěti expedic na osmitisícovky. Třikrát se mu vrcholu hory nepodařilo dosáhnout - neúspěšně se o to pokusil na Kančendženze (1997), Šiša Pangmě (2002) a Čo Oju (2005).
Úspěšně měl naopak zdolat kromě zmíněného Mount Everestu ještě Gašerbrum I. Na jeho vrcholu údajně byl spolu s dalším slovenským lezcem Jozefem Kopoldem 15. června 2008, tedy jen několik dní předtím, než v Himálaji zahynul. Poté se pokusili o dosažení vrcholu Broad Peaku - při výstupu se ale za nevyjasněných okolností rozdělili a Vlado Plulík se ze stěny již nevrátil.
Kopold poté měnil svá tvrzení o tom, co se přesně stalo. Komisia alpinizmu Slovenského horolezeckého spolku JAMES nakonec došla k závěru, že jím poskytnuté informace jsou nepravdivé. Jeho jednání proto odsoudila jako „závažné porušení etických a sportovních principů“ a Kopolda vyřadila z reprezentace.
Za „nepřesné a zavádějící" označila také Kopoldova tvrzení o údajném dosažení vrcholu Gašerbrumu I a Broad Peaku (na který údajně vystoupil sám). V případě Gašerbrumu I jeho fotodokumentace podle komise přímo zpochybňuje jeho tvrzení a dokazuje naopak nedosažení vrcholu.

## Memoriál Vlada Plulíka
Na počest Plulíka a pro připomenutí jeho památky se každoročně koná běžecký závod Memoriál Vlada Plulíka.